# Осадчий, Владимир Иванович
Владимир Иванович Осадчий (укр. Володи́мир Іва́нович Оса́дчий; родился 28 сентября 1955 года, с. Добрык, Брасовский район, Брянская область) — советский и украинский гидролог, гидрохимик, доктор географических наук, член-корреспондент НАН Украины (2009). Директор Украинского гидрометеорологического института (с 2000 года)

## Биография
Родился в с. Добрык Брасовского района Брянской области.
В 1981 году окончил Киевский национальный университет имени Тараса Шевченко, географический факультет, кафедру гидрологии и гидрохимии (ныне — гидрологии и гидроэкологии).
С 1981 по 1993 год работал на географическом факультете Киевского национального университета имени Тараса Шевченко в проблемной научно-исследовательской лаборатории гидрохимии при кафедре гидрологии и гидрохимии, участвовал в обустройстве Богуславского гидролого-гидрохимического стационара.
В 1991 году в Гидрохимическом институте (Ростов-на-Дону) защитил кандидатскую диссертацию «Распределение, накопление и миграция тяжёлых металлов в бассейне Днепра» по специальности 11.00.07 — гидрология суши, водные ресурсы, гидрохимия (научный руководитель В. И. Пелешенко).
С 1993 года работает в Украинском научно-исследовательском гидрометеорологическом институте — заведующим лабораторией, заведующим отделом гидрохимии, с 2000 года — директор института. В 2008 году защитил докторскую диссертацию «Методологические основы исследования факторов и процессов формирования химического состава поверхностных вод Украины».

## Научные достижения
Внёс значительный вклад в развитие теоретических и прикладных аспектов гидрохимии поверхностных вод, изучение микроэлементного состава, ГИС-технологий в гидрохимии. Занимается также вопросами современных изменений климата. Под его руководством выполнен ряд национальных и международных научных гидрометеорологических проектов.
Участник комплексных гидрохимических исследований бассейна Днепра, водоёмов-охладителей украинских АЭС, водных объектов зоны отчуждения Чернобыльской АЭС.

## Звания и награды
- Доктор географических наук (2008)
- Член-корреспондент НАН Украины (2010)
- Лауреат государственной премии по науке и технике 2017 года за работу «Оценка, прогнозирование и оптимизация состояния водных экосистем Украины»[1]

## Научный потенциал
Автор более 150 научных работ, среди которых ряд монографий, соавтор карт качества поверхностных вод и член редколлегии «Национального атласа Украины» (2007). Главный редактор сборника «Научные труды Украинского научно-исследовательского гидрометеорологического института», член редколлегии научного сборника «Гидрология, гидрохимия и гидроэкология» и других изданий.

### Основные научные публикации
- Осадчий В. И., Самойленко В. Н., Набиванец Ю. Б. Информационный менеджмент экологического оздоровления международного бассейна Днепра.- К.: Ника-Центр, 2004. — 152с.
- Аналітична хімія поверхневих вод / В. І. Осадчий, Б. Й. Набиванець, Н. М. Осадча, Ю. Б. Набиванець. — К.: Ніка-Центр, 2007. — 455с.
- Гідрохімічний довідник / В. І. Осадчий, Б. Й. Набиванець, Н. М. Осадча, Ю. Б. Набиванець. — К.: Ніка-Центр, 2008. — 320с.
- Клімат Києва / За ред. В. І. Осадчого, О. О. Косовця, В. М. Бабіченко. — К.: Ніка-Центр, 2010. — 655с.
- Хільчевський В.К., Осадчий В.І., Курило С.М. Основи гідрохімії: Підручник Архивная копия от 27 августа 2021 на Wayback Machine. [Електронний ресурс]. - К.: Ніка-Центр, 2012. - 312 с. ISBN 978-966-521-559-2
- Хільчевський В. К., Осадчий В.І., Курило С.М. Регіональна гідрохімія України: Підручник Архивная копия от 13 июля 2020 на Wayback Machine. [Електронний ресурс].– К.: ВПЦ "Київський університет", 2019. - 343 с. ISBN 978-966-933-035-2